# Meliton Balancziwadze
Meliton Balancziwadze (gruz. მელიტონ ბალანჩივაძე, ur. 24 grudnia 1862, zm. 21 grudnia 1937) – gruziński kompozytor.
Urodził się w rodzinie prawosławnego duchownego. Ojciec kompozytora Andrii i choreografa Georgiego. Absolwent Konserwatorium Petersburskiego (w klasie Nikołaja Rimskiego-Korsakowa). Twórca pierwszej gruzińskiej opery.

## Opera
- Tamara cbieri (თამარ ცბიერი) (pol. Podstępna Tamara), 1936 (polskie wykonanie fragmentów – Warszawa 1900)